# Merkel-sejt

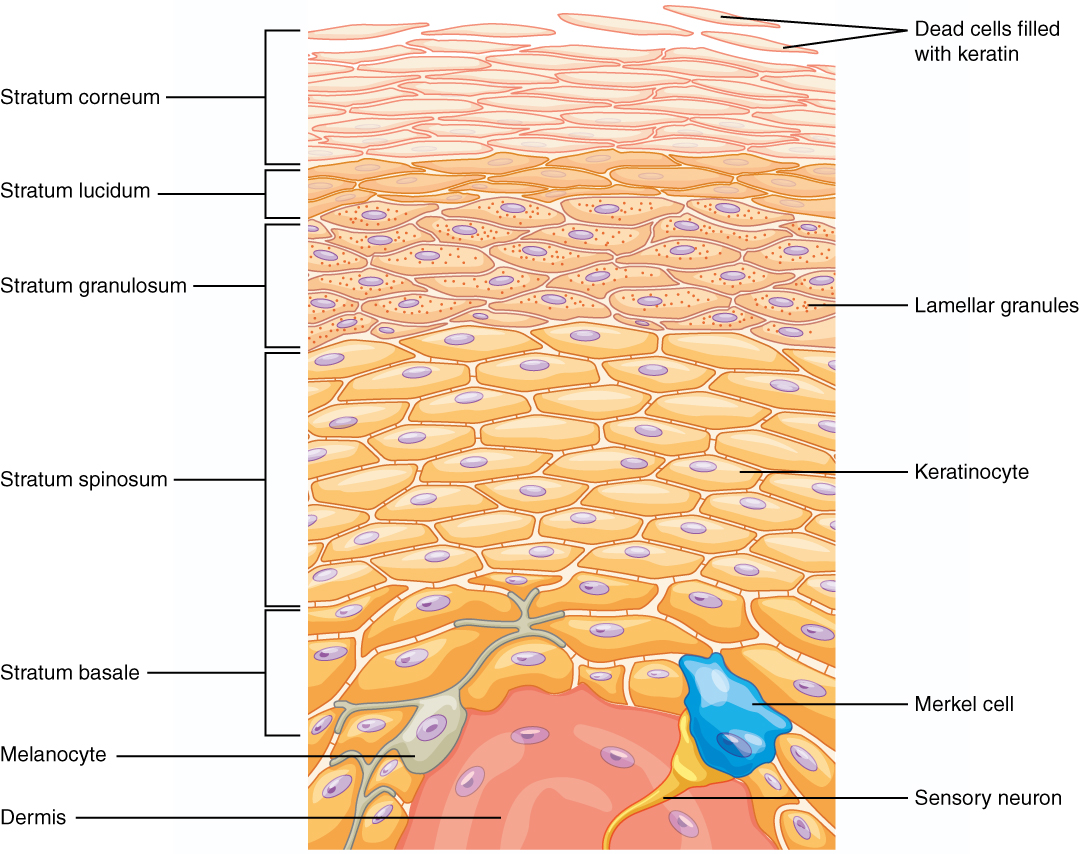
Az epidermisz felépítése. A Merkel-sejtek kékkel vannak jelölve

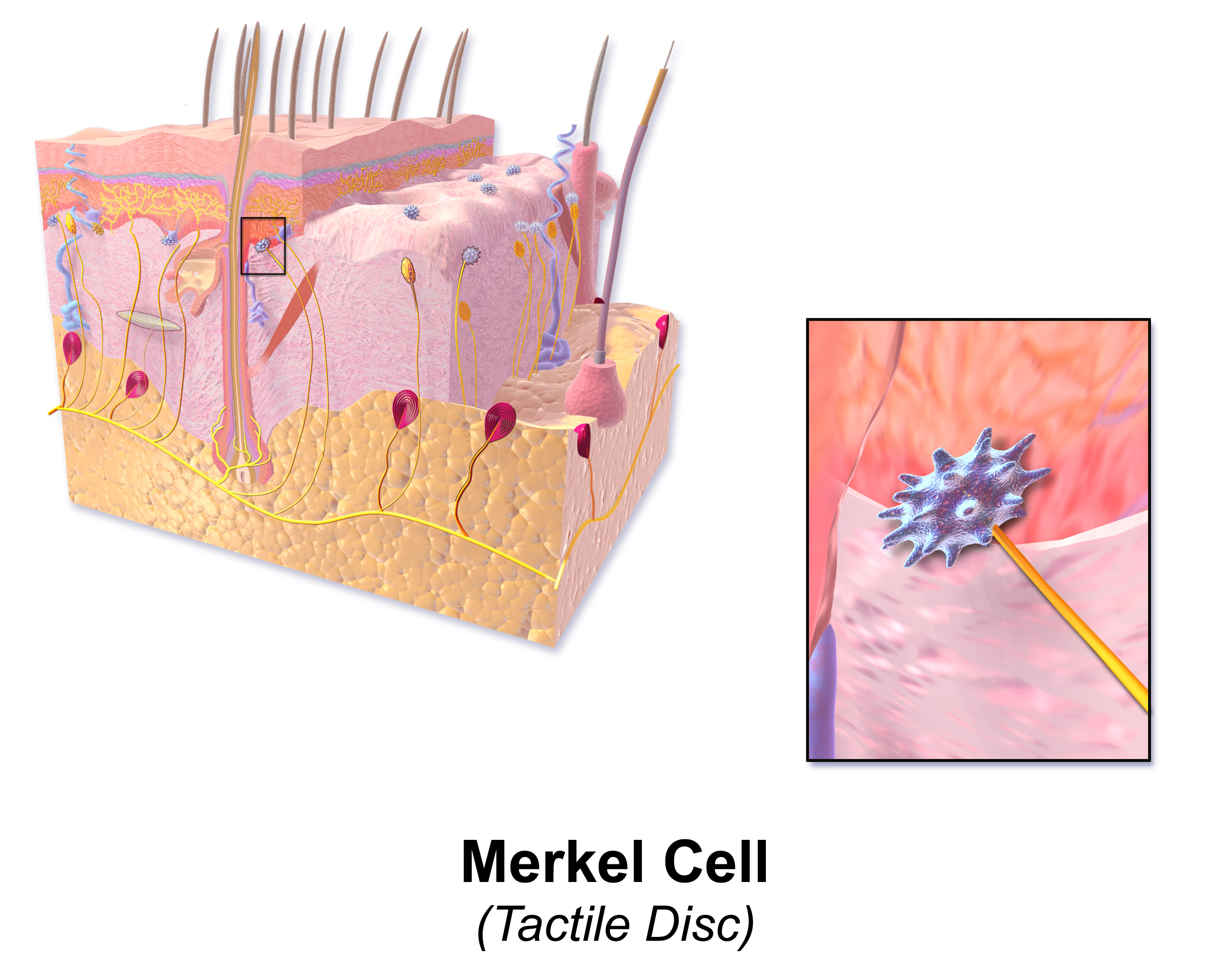
A Merkel-féle tapintótest

A Merkel-sejtek (vagy Merkel-Ranvier-sejtek, epiteliális tapintósejtek) a gerincesek bőrében található ovális formájú mechanoreceptorok, amelyek a finom tapintási ingereket érzékelik. Az emberek esetében főleg az ujjbegyeken található nagy mennyiségben. Afferens idegrostok kapcsolódnak hozzájuk, amelyek továbbítják a tapintási ingert a központi idegrendszer felé. Igen ritkán rosszindulatú elváltozáson  mehetnek át és Merkel-sejtes karcinómát, egy agresszív és nehezen kezelhető bőrrákot okoznak.
Nevüket Friedrich Sigmund Merkel német anatómusról kapták. 

## Leírásuk
A Merkel-sejtek a gerincesek bőrében, illetve a nyálkahártyában találhatóak. Az emlősök esetében mintegy 10 µm-es sejtek az epidermisz legbelső rétegében, a stratum basaléban foglalnak helyet. A legtöbb esetben egy szenzoros idegvégződés kapcsolódik hozzájuk; együttesüket Merkel-féle tapintótestnek nevezik és alacsony küszöbű mechanoreceptorként funkcionálnak. 
A Merkel-sejtek dezmoszómákkal kapcsolódnak az őket körbevevő keratinocitákhoz és azokhoz hasonlóan keratinszálak találhatóak a citoplazmájukban. Sejtmagvuk lebenyes és szövettani metszeteken arról is felismerhetőek, hogy a citoplazmájuk valamivel sötétebben festődik, mint melanocitáké és a Langerhans-sejteké. A melanocitáktól képesek átvenni melanoszómákat. Legfontosabb ismeretetőjegyük a citoplazában található számos 80 nanométeres, sötéten festődő szemcse, amelyekről feltételezik, hogy neuroendokrin funkciójuk van. A Merkel-sejtekhez kapcsolódó idegrostok áthaladnak az epidermisz bazális membránján (előtte elvesztik Schwann-sejtekből álló borításukat) és tányérszerűen kiszélesedve szinapszissal tapadnak a Merkel-sejt alapjához.
Korábban idegrendszeri eredetűnek tartották őket, de a mai álláspont szerint az epitéliumból származnak, legalábbis az emlősök esetében.

## Fordítás
- Ez a szócikk részben vagy egészben  a   Merkel cell című angol Wikipédia-szócikk ezen változatának fordításán alapul.  Az eredeti cikk szerkesztőit annak laptörténete sorolja fel. Ez a jelzés csupán a megfogalmazás eredetét és a szerzői jogokat jelzi, nem szolgál a cikkben szereplő információk forrásmegjelöléseként.